# Mélanie Disdier
Pour les articles homonymes, voir Disdier.
Mélanie Disdier, née le 27 janvier 1974 à Cambrai (Nord), est une femme politique française. Membre du Rassemblement national (RN), elle est conseillère municipale de Caudry depuis 2003, conseillère régionale du Nord-Pas-de-Calais de 2004 à 2010 puis des Hauts-de-France de 2015 à 2024. Elle est élue députée européenne en 2024.

## Biographie
Mélanie Disdier est la fille de Jacques Disdier, élu conseiller municipal à Caudry (1995-2003) et conseiller régional du Nord-Pas-de-Calais (1998-2004) sous la bannière du Front national. Commerçante de profession, elle succède à son père au conseil municipal de Caudry après la démission de Jacques Disdier en sa faveur. À la suite des élections régionales de 2004, Mélanie Disdier entre à son tour au conseil régional du Nord-Pas-de-Calais, où elle siège jusqu'en 2010.
Investie par le FN pour les élections législatives de 2007 dans la dix-huitième circonscription du Nord, elle s'incline au premier tour face au député sortant François-Xavier Villain et à la candidate socialiste Brigitte Douay avec 6,17 % des voix.
Mélanie Disdier participe ensuite à trois élections municipales à Caudry (en 2008, 2014 et 2020).
En 2008, elle choisit comme son père de soutenir la liste dissidente de Carl Lang aux élections européennes de 2009. Elle rejoint alors le Parti de la France mais s'éloigne de Carl Lang dès la fin 2009, avant de réintégrer le FN en 2010.
Elle retrouve un siège au sein du conseil régional des Hauts-de-France à la suite des élections régionales de 2015, élue sur la liste conduite par Marine Le Pen. Elle est réélue lors des élections régionales de 2021.
Lors des élections législatives de 2017, elle est éliminée au premier tour dans la dix-huitième circonscription du Nord avec 24,33 % des suffrages exprimés. Cinq ans plus tard, elle arrive en tête du premier tour, face au député sortant (et ancien maire de Caudry), Guy Bricout. Elle est battue au second tour, celui-ci l'emportant d'une courte tête avec 50,58 % des voix.
En 2024, elle figure en sixième position sur la liste du RN pour les élections européennes, ce qui lui permet d'être élue députée au Parlement européen,,, cette liste obtenant 31,37 % des voix et 30 sièges sur les 81 à pourvoir en France. Elle est membre du groupe des Patriotes pour l'Europe, comme les autres députés européens français du RN, et siège au sein de la commission de l'emploi et des affaires sociales (EMPL) du Parlement européen.
Elle renonce alors à se porter candidate dans la dix-huitième circonscription du Nord lors des élections législatives anticipées, à la suite de la dissolution de l'Assemblée nationale, et démissionne dans la foulée du conseil régional.